# Сергеевка (Удмуртия)
 Сергеевка  — деревня в Глазовском районе Удмуртии в составе  сельского поселения Штанигуртское.

## География
Находится в 6 км на юг от южной окраины центра района города Глазов. 

## История
Известна с 1891 года как починок Сергеевский, в 1905 дворов 8 и жителей 77, в 1924 8 и 42. 

## Население
Постоянное население  составляло 28 человек в 2012.